# Camouflage Centre-Europe

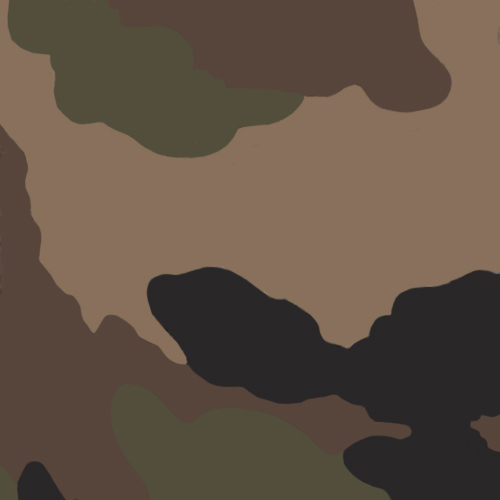
Esempio di mimetica "Europa centrale"

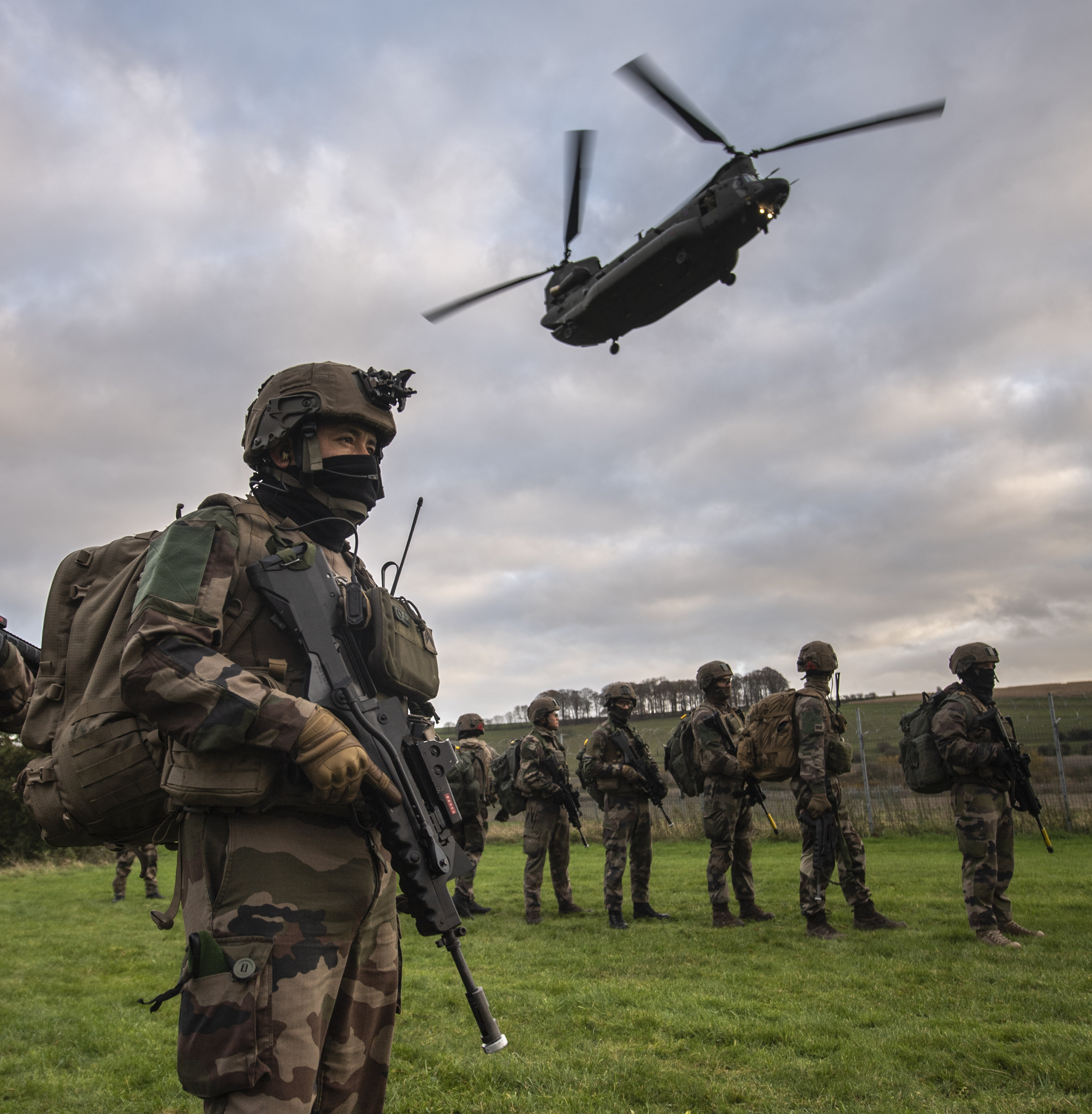
Soldato francese con uniforme da combattimento in tinta CEC.

Camouflage Centre-Europe (in lingua italiana: Camuffamento Europa centrale, a volte abbreviato in CEC) è il camuffamento standard dell'esercito francese.
Questa mimetica fu introdotta per la prima volta nel 1991 come sostituzione sia delle uniformi cachi F2 sia delle mimetiche striate TAP 47 in dotazione ai paracadutisti. È una mimetica a quattro colori specifica per ambienti boschivi e ottimizzata per essere particolarmente poco visibile nelle foreste francesi. Oltre ad essere utilizzata dall'esercito francese è attualmente in uso all'esercito austriaco.